# Pleš (přírodní rezervace)
Pleš je přírodní rezervace v Plzeňském kraji.v okrese Domažlice, nedaleko města Bělá nad Radbuzou. Nachází se na východním svahu vrcholu Velký Zvon (862 metrů) a rozkládá se na 27,6 hektarech. Součástí rezervace je i skalní útvar Kocovy kameny. Lokalita je spravována správou chráněné krajinné oblasti Český les a předmětem ochrany jsou přírodně blízká společenstva horského bukového pralesa, suťové javořiny a svahové bučiny.
Porost je ochranářsky hodnotný tím, že reprezentuje podobu lesa, který je pro dané podmínky přirozený a který se už na většině míst v Česku nenajde, protože byl nahrazen smrkovou monokulturou. Z pohledu ochrany biodiverzity je zásadní zachovávat nejen živé stromy, ale i dřevo v různých fázích rozkladu – právě na odumřelé dřevo je totiž vázáno mnoho různých organismů od lišejníků a makroskopických hub, přes saproxylický hmyz, po ptáky vyhledávající doupné stromy. Lze tu najít i několik ohrožených i kriticky ohrožených druhů. Vzhledem k povaze lokality a cílům ochrany je na lokalitě uplatňován bezzásahový managememt.

## Poloha
Vrchol Velký Zvon se nachází sedm kilometrů jihozápadně od města Bělá nad Radbuzou a 3,5 kilometru východně od státní hranice s Německem. Asi 2,5 kilometru jihozápadně od vrcholu se nacházela stejnojmenná zaniklá obec Pleš. Velký Zvon je součástí hlavního hřebene jižní části Českého lesa a necelé dva kilometry jižně od něj se nachází vrchol Malý Zvon (848 metrů) s přírodní rezervací Malý Zvon.
V panoramatu krajiny je Velký Zvon snadno rozeznatelný podle vojenské věže, která na jeho vrcholu byla postavena v šedesátých letech 20. století za účelem tzv. elektronické ochrany státu. Tento vojenský objekt není součástí přírodní rezervace Pleš, ale přímo s ní sousedí na její západní hranici.
Samotná přírodní rezervace se rozkládá v nadmořské výšce 720 až 855 metrů. Území je po obvodu označeno pruhovaným značením a vymezeno čtyřmi hraničníky (tabulemi se státním znakem).

## Historie
Přestože je okolí Velkého Zvonu hustě a souvisle zalesněné a klimaticky spíše nepřívětivé, nacházelo se na něm v minulosti mnoho lidských sídel. Hřeben Českého lesa už od 11. století představoval pomyslnou hranici mezi Čechami a Německem a v průběhu století tuto oblast obývaly vždy příslušníci obou těchto národů, v různém poměru podle aktuální politické situace. Proto zde má většina místních názvů českou i německou verzi. Nedaleký vrchol Pleš, stejnojmenná vesnice pod ním a potažmo přírodní rezervace na Velkém Zvonu pravděpodobně získaly své jméno podle německého Platter Berg (tj. Plešatý kopec“).
Významná změna v osídlení a využívání krajiny nastala v 17. století, kdy v okolí začaly vznikat sklářské hutě, kterých bylo v okolí Zvonu hned několik, např. i v zaniklé vesnici Pleš. Tyto sklářské vsi se zachovaly až do 20. století, kdy v celém pohraničním pásmu (nejen jihozápadních Čech) nastalo několik zvratů. Podepsáním Mnichovské dohody bylo téměř celé území Českého lesa připojeno k Velkoněmecké říši. Po druhé světové válce pak došlo k odsunu německých obyvatel a jen částečnému dosídlení Čechoslováky a národnostními menšinami. V 50. letech pak bylo vytyčeno zakázané hraniční pásmo a všechny obce, včetně vsi Pleš, byly definitivně vysídleny a srovnány se zemí. Ve vsi Pleš se zachovaly jen některé základy a částečně i hájenka, která je dnes využívána jako restaurační zařízení.

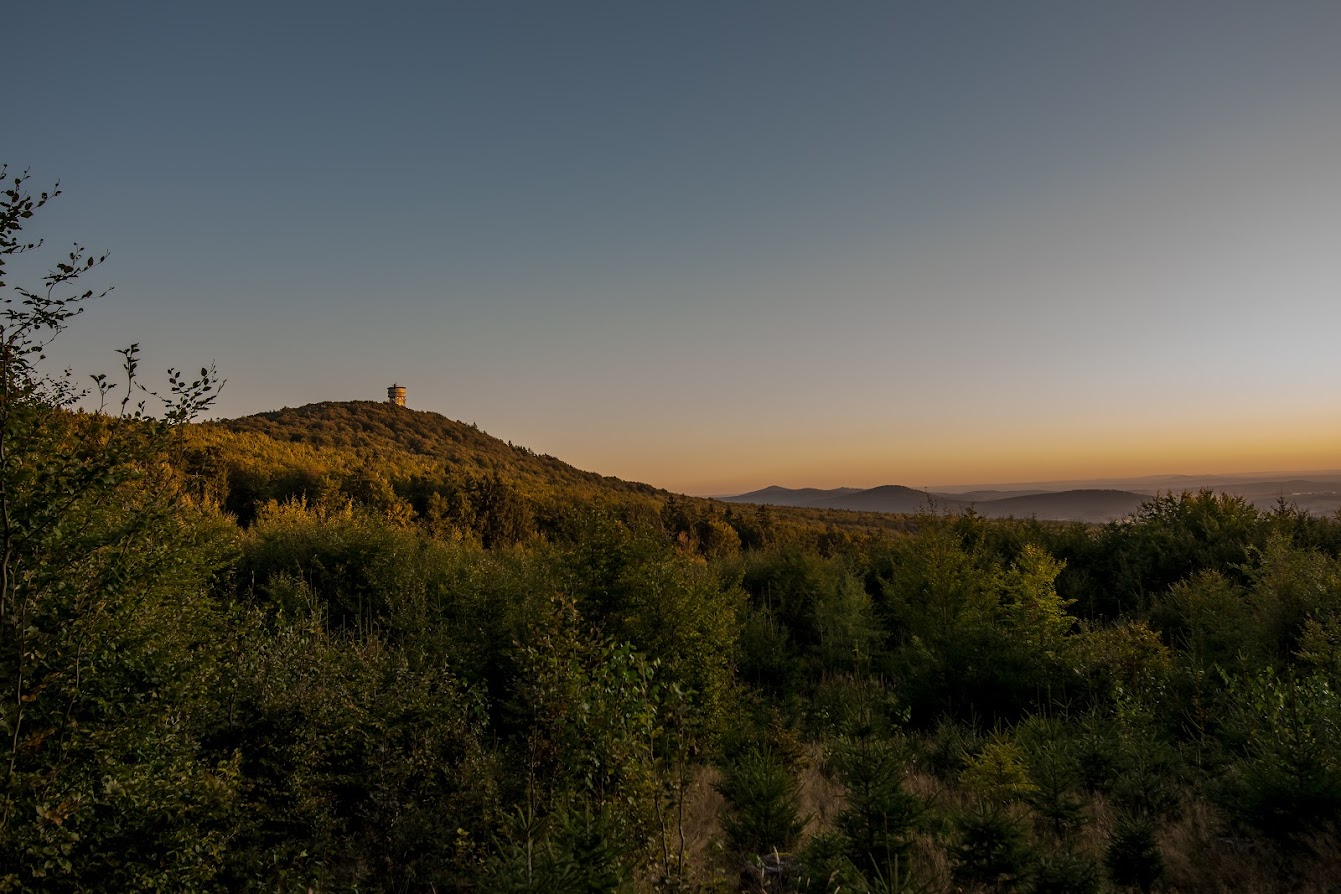
Vrchol Velký Zvon je podle vojenské věže snadno rozeznatelný v panoramatu Českého lesa.

Po zřízení hraničního pásma Československá lidová armáda vybudovala v Českém lese a na Šumavě několik tajných radiotechnických věží, které měly sloužit k „elektronické ochraně státu“. Jedna z nich byla zřízena právě na Velkém Zvonu, další byly např. na vrcholech Dyleň, Čerchov, Havran nebo Poledník. Kvůli výstavbě věže bylo nutné odlesnění podstatné části vrcholu. Po sametové revoluci byla radiotechnická věž předána Armádě České republiky a dodnes je veřejnosti nepřístupná.
Před nástupem komunismu patřilo území rodu Koců, podle kterých nesou jméno Kocovy kameny – skalní útvar, nacházející se v rezervaci. Přírodní rezervace byla na místě poprvé vyhlášena už v roce 1931. Po válce, v roce 1955 byla určena přesná výměra a ochranné podmínky rezervace. V roce 2005 bylo vyhlášeno velkoplošné chráněné území chráněná krajinná oblast Český les, pod nějž přírodní rezervace Pleš spadá. Nyní je rezervace součástí lesního majetku České republiky.

## Přírodní poměry

### Geologie a geomorfologie

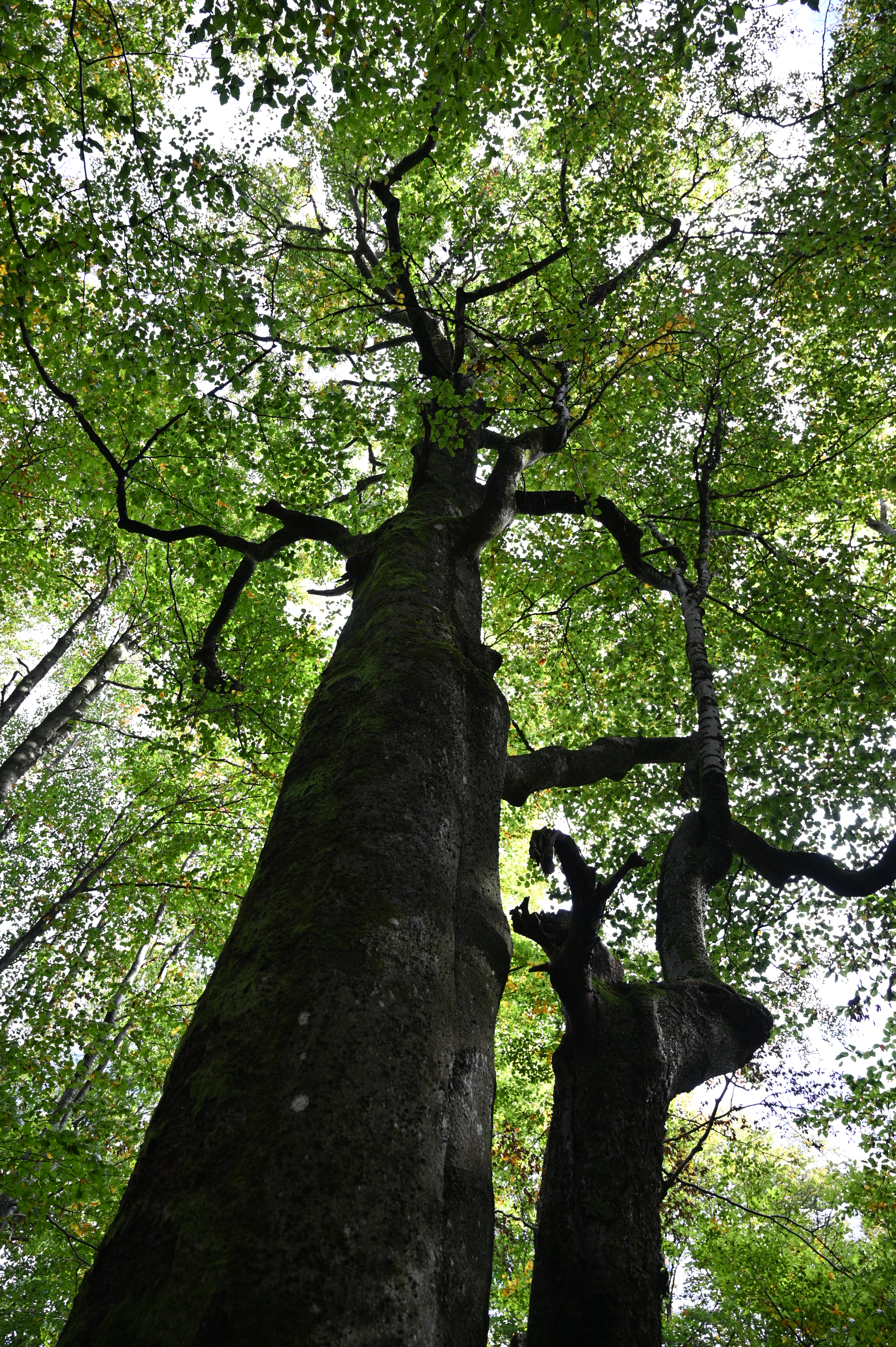
Některé části bukového porostu jsou staré více než 200 let.

Přírodní rezervace Pleš se nachází v západní části geologické oblasti moldanubika, označované jako "moldanubikum bavorské a Českého lesa". Podloží je tvořeno migmatickými rulami, na kterých se vyvíjejí velmi kyselé půdy. Rezervace spadá pod geomorfologický okrsek Nemanická vrchovina, který je tvořen plochým hřbetem se zbytky zarovnaných povrchů. Ruly na mnoha místech zvětrávají a tvoří skalní výchozy. Většina chráněného území je tvořena silně kamenitým svahem a velkým množstvím skalních výchozů, na kterých roste více než 200 let stará bučina.

### Pedologie
Na migmatických rulách se vyvinul půdní typ kryptopodzol, přechodný typ mezi podzolem a kambizemí. Je to silně kyselá a na živiny chudá půda vznikající na kyselém podloží, typická pro chladné a vlhké podmínky. Půda s takovými vlastnosti indikuje výskyt acidofilních bučin, které jsou v rezervaci předmětem ochrany.

### Hydrologie
Roční úhrn srážek na lokalitě je odhadován na 700–800 milimetrů za rok, srážkové úhrny jsou tedy na naše poměry nadprůměrné. Chráněné území leží v povodí Slatinného potoka, který je pravostranným přítokem Radbuzy. Vrchol Velký Zvon je tedy odvodňován do Severního moře, nicméně necelých 1,5 km západně od něj prochází hlavní evropské rozvodí a západnější vrcholy jsou již odvodňovány do moře Černého.
Ve východní části přírodní rezervace se nachází několik malých pramenišť vázaných na zasutěné pramenné vývěry.

### Podnebí
Lokalita spadá do oblasti chladného klimatu (podle Quittovy klasifikace). Pro tuto oblast je charakteristické krátké, chladné a vlhké léto, mírné jaro a podzim a dlouhá mírná zima. Hřeben Českého lesa spolu s dalšími pohraničními pohořími ohraničuje Chebskou a Plzeňskou kotlinu, díky čemuž během zimy často vzniká inverzní zvrstvení atmosféry, kdy nížiny jsou zahaleny v mlze, zatímco hřebeny jsou nad inverzí. V blízkosti Velkého Zvonu i v celém Českém lese je však nedostatek klimatických stanic, takže informace o klimatu nejsou dostačující. Velkou roli zde navíc hraje mikroklima a mezoklima lokality dané nadmořskou výškou a sklonem svahu – ten ovlivňuje insolaci, úhrny srážek, rychlost větru a další meteorologické veličiny.
Mezi hlavní disturbanční činitele v rezervaci patří vítr, který způsobuje vývraty a zlomy; sníh, působící svou vahou rozlámání porostů, a mráz, který poškozuje rašící letorosty.

### Flóra
Na většině rozlohy přírodní rezervace se rozkládají acidofilní bučiny, na východním okraji rezervace pak suťový les. Oba tyto ekosystémy skýtají mnoho zdrojů i životního prostoru široké škále organismů, a to hlavně těm, které jsou vázány na tlející dřevo.
Asi 95 % území tvoří acidofilní bučiny, které jsou přirozené pro toto podloží, nadmořskou výšku a klima, ovšem na většině míst naší republiky byly alespoň částečně nahrazeny smrkovými monokulturami. Porost buku lesního (Fagus sylvatica) je zde věkově i prostorově diferencovaný a kromě živého porostu se zde nachází velké množství mrtvých stromů, jejichž hnízdní dutiny využívají různé druhy ptáků, a tlející kmeny, které poskytují živiny velkému množství hub, lišejníků i brouků.

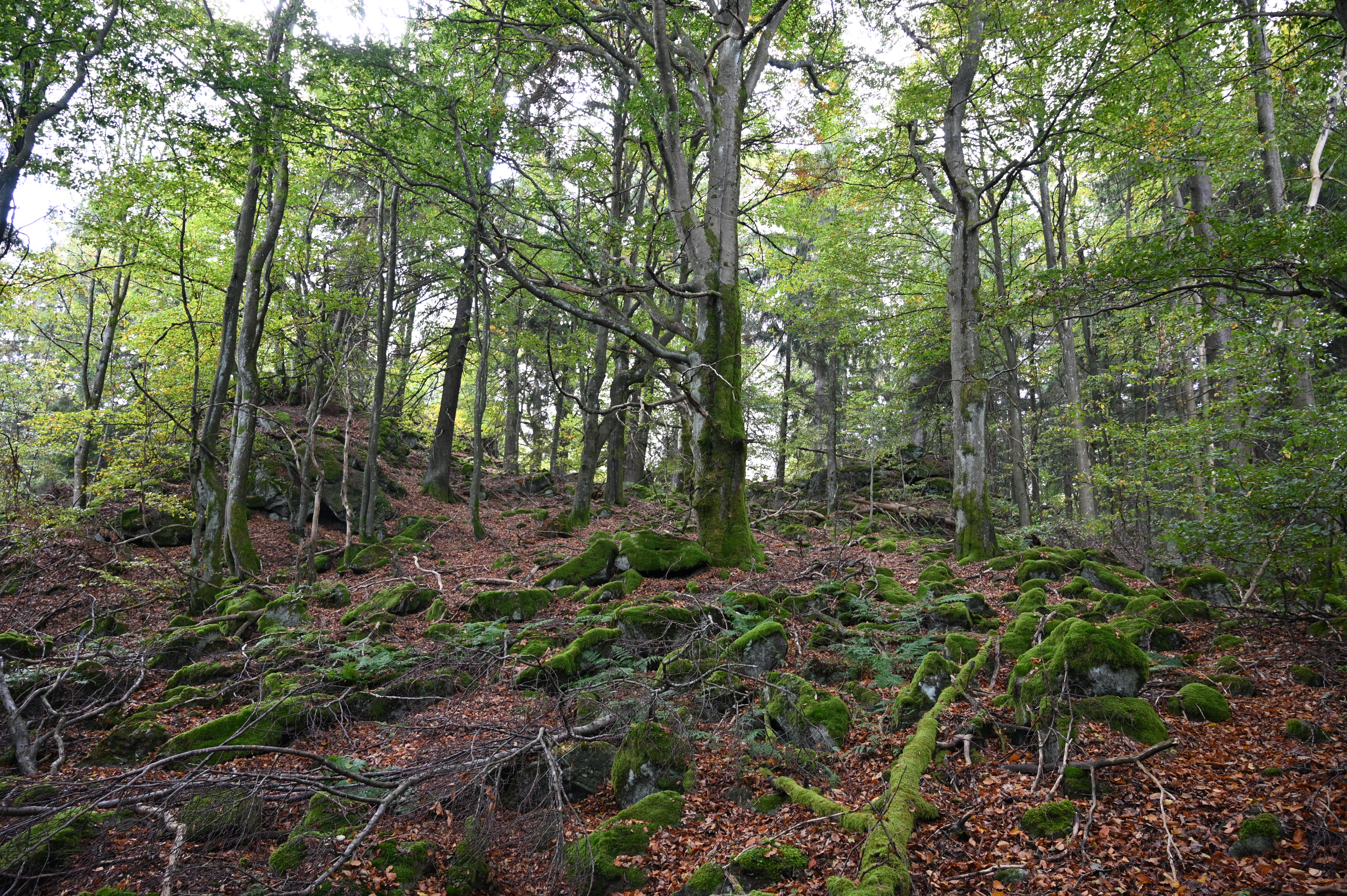
Ekosystém acidofilních bučin tvoří až 95 % rozlohy rezervace.

Keřové patro zde zcela chybí a bylinné patro je vyvinuto jen částečně a je druhově chudé, nebo také téměř chybí. Podle druhové skladby bylinného patra se dále rozlišují dva typy bučin. V jihozápadní části rezervace převažují oligotrofní bikové bučiny s několika běžnými acidofilními druhy jako metlička křivolaká (Avenella flexuosa) a ostřice kulkonosná (Carex pillifera). V příkrých balvanitých svazích ve zbytku území převažují kapradinové bučiny, kde porost tvoří spolu s bukem i javor klen (Acer pseudoplatanus) a v bylinném patře převažují kapradiny, např. papratka samičí (Athyrium filix-femina) a bukovinec kapraďovitý (Gymnocarpium dryopteris). Kromě toho i některé cévnaté rostliny, např. pitulník horský (Galeobdolon montanum).
Asi 5 % přírodní rezervace je tvořeno suťovým lesem, který je druhově bohatší než acidofilní bučiny, a roste na půdách s o něco vyšším obsahem živin. Dominantním druhem stromového patra je javor klen a doplňují ho např. jilm horský (Ulmus glabra), lípa velkolistá (Tilia platyphyllos) a buk lesní. Keřové patro opět chybí a bylinné patro tvoří např. pitulník horský (Galeobdolon montanum), bažanka vytrvalá (Mercurialis perennis) a plicník tmavý (Pulmonaria obscura).
Z cévnatých rostlin uvedených na červeném seznamu zde rostou např. plavuň pučivá (Lycopodium annotinum) či rozrazil horský (Veronica Montana).

### Houby, lišejníky a mechorosty

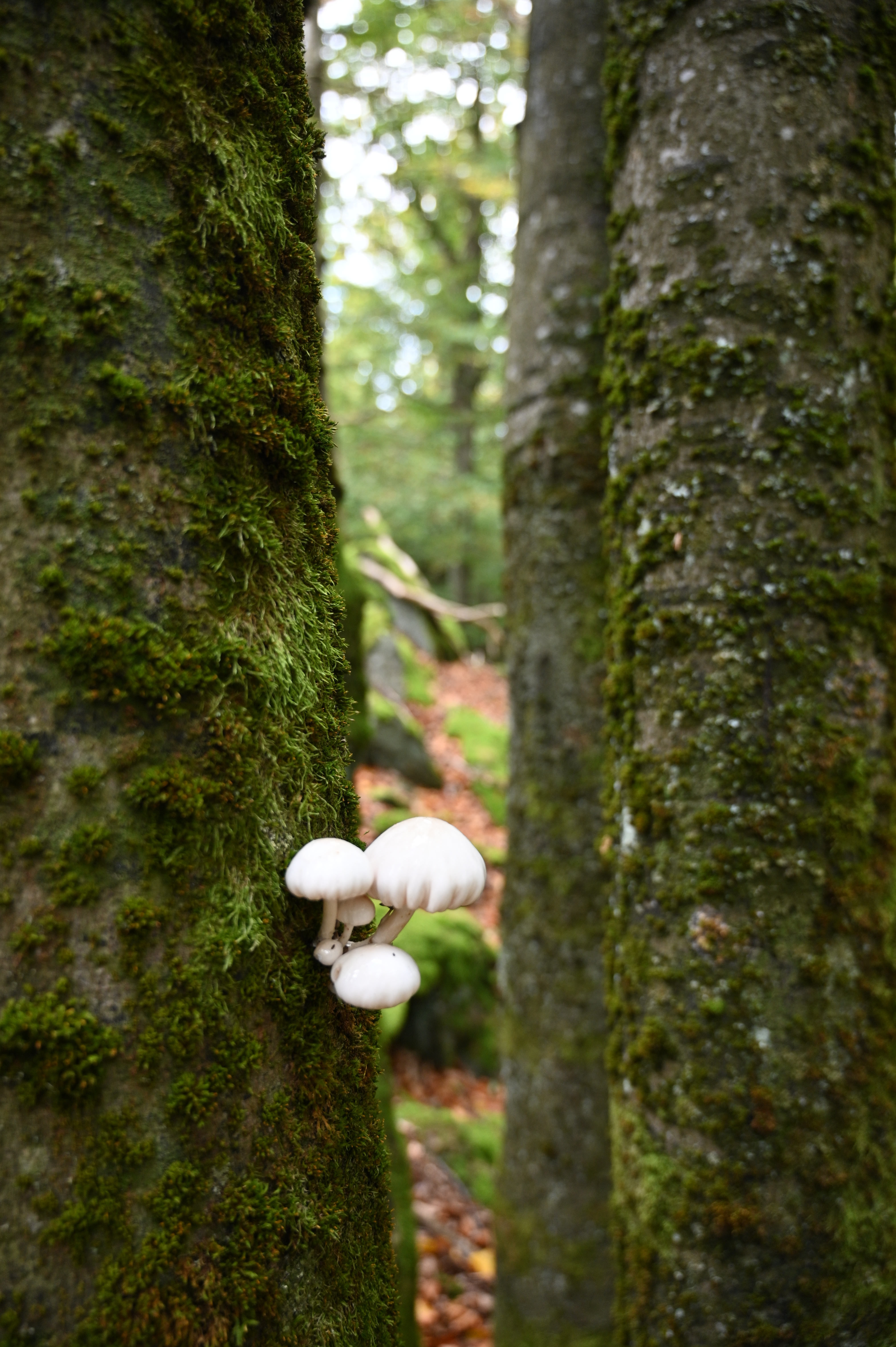
Na buk lesní i ostatní stromy je vázáno mnoho lignikolních hub.

O stáří a kvalitě lesního porostu svědčí také velké množství vzácných hub, lišejníků a mechorostů, které jsou vázány na tlející dřevo listnáčů.
V rezervaci bylo nalezeno celkem 43 druhů lišejníků z červeného seznamu, např. kriticky ohrožené druhy jako kryptovka (Gyalecta flotowii), kryptovka růžová (Gyalecta ulmi), hůlkovka okrouhlá (Bacidia rosella) či terčovka podehnutá (Hypotrachyna revoluta). Pleš a dalších několik přírodních rezervací v Českém lese tak patří mezi několik málo refugií u nás, kde tyto vzácné lišejníky přežívají, a to díky bezzásahovému managementu. Na zbytku našeho území, kde se pěstují převážně nepůvodní dřeviny a běžnou součástí lesního managementu jsou holoseče a odstraňování mrtvého dřeva, se vyskytují jen běžné nenáročné lišejníky s nízkými životními nároky, tolerancí vůči znečištění a schopností snadno se šířit.
Ze vzácných makroskopických hub, vázaných na tlející dřevo, se zde vyskytuje např. penízovka Konradova (Gymnopus fagiphilus), kalichovka leptoniová (Omphalina epichysium) nebo štítovka Thomsonova (Pluteus thomsonii). Mechorosty se vyskytují hlavně v suťovém lese na starých klenech a mléčích (Acer pseudoplatanus, Acer platanoides). Ze vzácných epifytických druhů mechorostů zde roste např. klaminka tupolistá (Anomodon rugelii) nebo baňatka Geheebova (Brachythecium geheebii).

### Fauna
V chráněném území se vyskytuje také několik vzácných bezobratlých i obratlovců, vázaných na tento specifický ekosystém. Díky bohaté nabídce tlejícího (převážně bukového) dřeva se zde vyskytuje několik chráněných druhů saproxylického hmyzu, např. kriticky ohrožené druhy brouků jako dřevomil (Xylophilus corticalis), rýhovec pralesní (Rhysodes sulcatus) a pýchavkovník (Symbiotes latus).
Ze vzácnějších obratlovců zde žije mlok skvrnitý (Salamandra salamandra) a několik druhů ptáků vázaných na staré bučiny a doupné stromy – holub doupňák (Columba oenas), puštík obecný (Strix aluco) a lejsek malý (Ficedula parva).
Na lokalitě jsou zaznamenávány vysoké stavy běžné spárkaté zvěře (jelení, dančí, sika a srnčí), což limituje obnovu porostu, protože dochází k okusu mladých stromků, takže je potřeba provádět plašení a lov.

## Ochrana

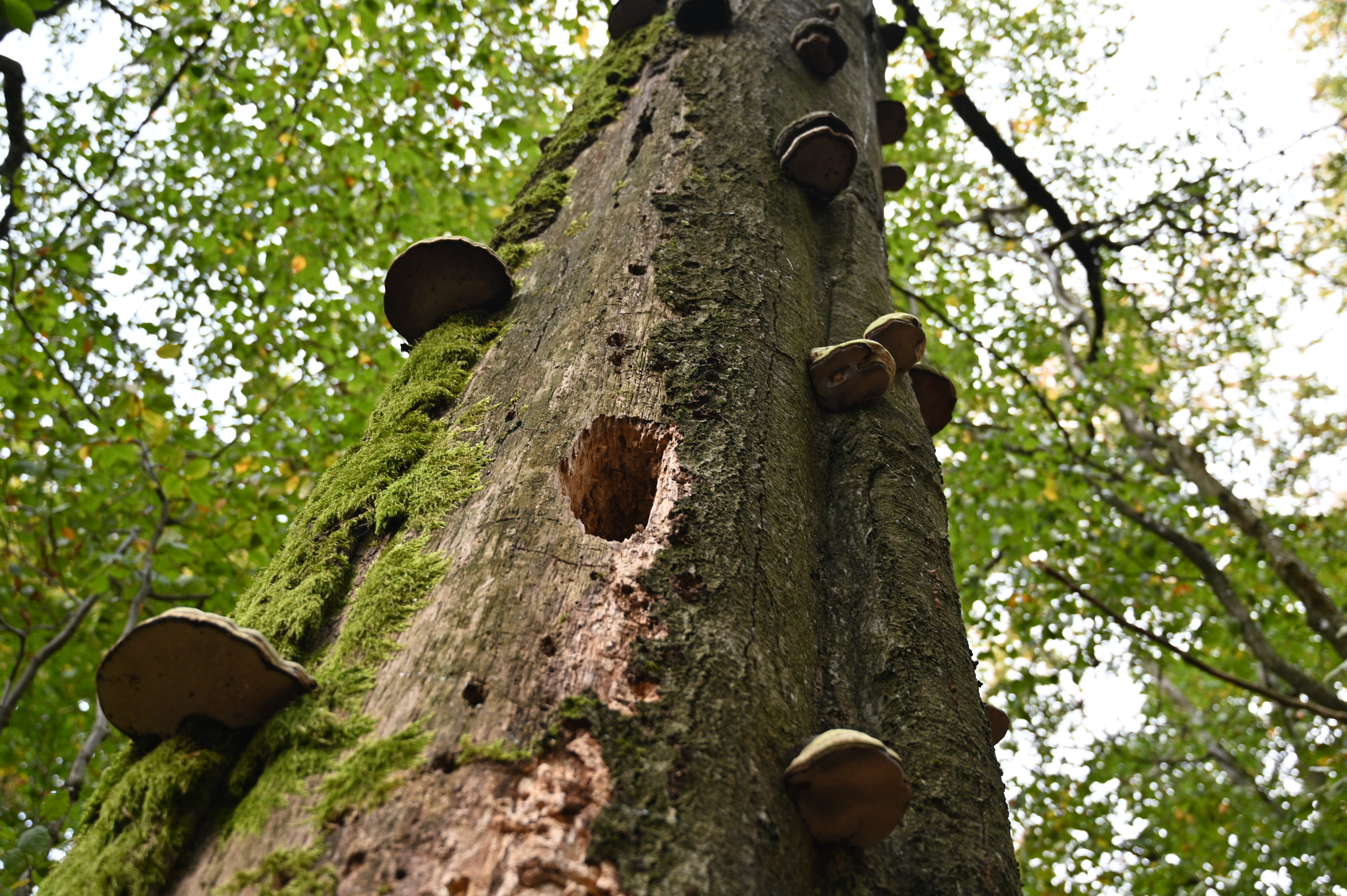
Torza stromů poskytují ptákům hnízdní dutiny.

Předmětem ochrany jsou přírodně blízká společenstva horského bukového pralesa, suťové javořiny a svahové bučiny. Přírodě blízké porosty podobného charakteru jsou chráněny také v dalších rezervacích Českého lesa – např. Čerchovské hvozdy, Diana, Nad hutí a Starý Hirštejn.
Prioritním zájmem je ponechání ekosystémů samovolnému vývoji a jeho sledování. Až na malé výjimky se tedy na lokalitě uplatňuje bezzásahový management – v ekosystému suťový les se dlouhodobě nezasahuje a neodváží mrtvé dřevo už cca čtyřicet let, ekosystém acidofilní bučiny je bez zásahu cca 25 let. Pro oba ekosystémy je cílem zachovat rozlohu alespoň na hodnotě současné rozlohy a dostat se do stavu, kdy budou v porostu zastoupeny všechny vývojové fáze. Zastoupení všech vývojových fází je problematické, protože v současnosti silně převažují stromy nejvyššího věku nad těmi středněvěkými. Předpokládá se, že po odumření nejstarší generace bude pár desítek let trvat, než středněvěcí jedinci dorostou výšky a rozměrů těch nejstarších. Nejmladší věkové třídy a přirozené zmlazení je bohužel velmi omezené, a to kvůli okusu spárkatou zvěří. Rezervace je proto běžně myslivecky obhospodařována – stavy zvěře jsou udržovány plašením i lovem (šoulačkou). V ekosystému acidofilní bučiny je pozorován zlepšující se stav v zastoupení různých věkových fází porostu. V ekosystému "suťový les" je stav v této věci setrvalý, ale současný management by měl vést k jeho zlepšení.
Cílem ochrany je také, aby les dosáhl stupně přirozenosti les přírodní, tj. porost, jež v minulosti ovlivnila činnost člověka, ale jeho současná podoba je dána převážně přírodními činiteli. V ekosystému acidofilní bučiny i ekosystému suťový les je v této věci stav hodnocen jako zlepšující se. Plán péče spočívá v bezzásahovém managementu ve všech oblastech lesnického hospodaření, tj. nebudou prováděny zásahy v obnově, vypořádávaní se s nálety ani těžbě či odstraňování dřeva.
Je v plánu vést částí chráněného území či ochranného pásma naučnou stezku a instalovat dvě informační tabule – Kocovy kameny a bučiny Českého lesa. Prostor Kocových kamenů (1,14 ha) byl proto vyňat z bezzásahového území, tj. tam bude možné provádět těžbu z bezpečnostních důvodů a dřevní hmota bude ponechávána na místě k zetlení. Tato výjimka by neměla narušit předmět ochrany.

## Turismus
Do přírodní rezervace nevede žádná turistická značka. Nejbližší je asi 800 metrů vzdálená červená turistická trasa spolu s cyklotrasou č. 36. Pěší přístup do rezervace je možný buď po pěšině ve stráni ze severovýchodu anebo od asfaltové cesty, která vede z jihu k vojenskému objektu, a pak podél oplocení objektu. Autem lze dojet k asi 1,5 km vzdálenému přístřešku západně od vrcholu.
Turisticky zajímavá část přírodní rezervace jsou Kocovy kameny – skalní útvar s vytesanými nápisy, které odkazují na rod Koců z Dobše, kterým toto území patřilo do roku 1946. Lesy České republiky společně s městem Bělá nad Radbuzou plánují v prostoru rezervace u Kocových kamenů zbudovat dvě zastavení naučné stezky s informačními tabulemi, což by nemělo nijak narušit předmět ochrany rezervace.
Věž na vrcholu Velkého Zvonu veřejnosti zpřístupněna není, na rozdíl od některých jiných vojenských věží v západočeském pohraničí (Havran, Poledník). Po sametové revoluci bývala jednou ročně rozhledna zpřístupněna, od roku 2010 je však objekt zařazen do struktury NATO, a tak přístup veřejnosti již není možný.

## Galerie

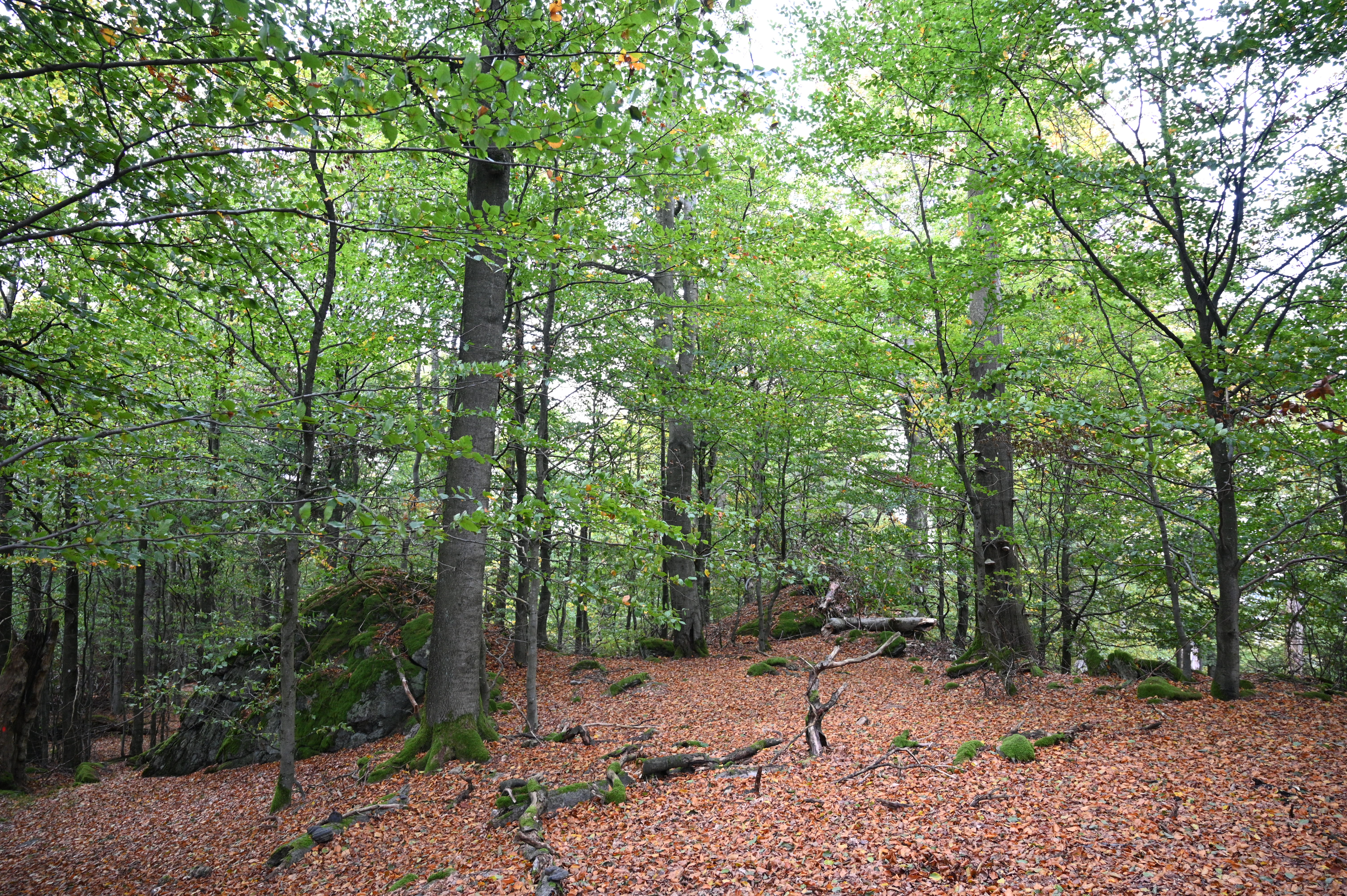
V acidofilních bučinách úplně chybí keřové patro a bylinné patro je velmi redukované
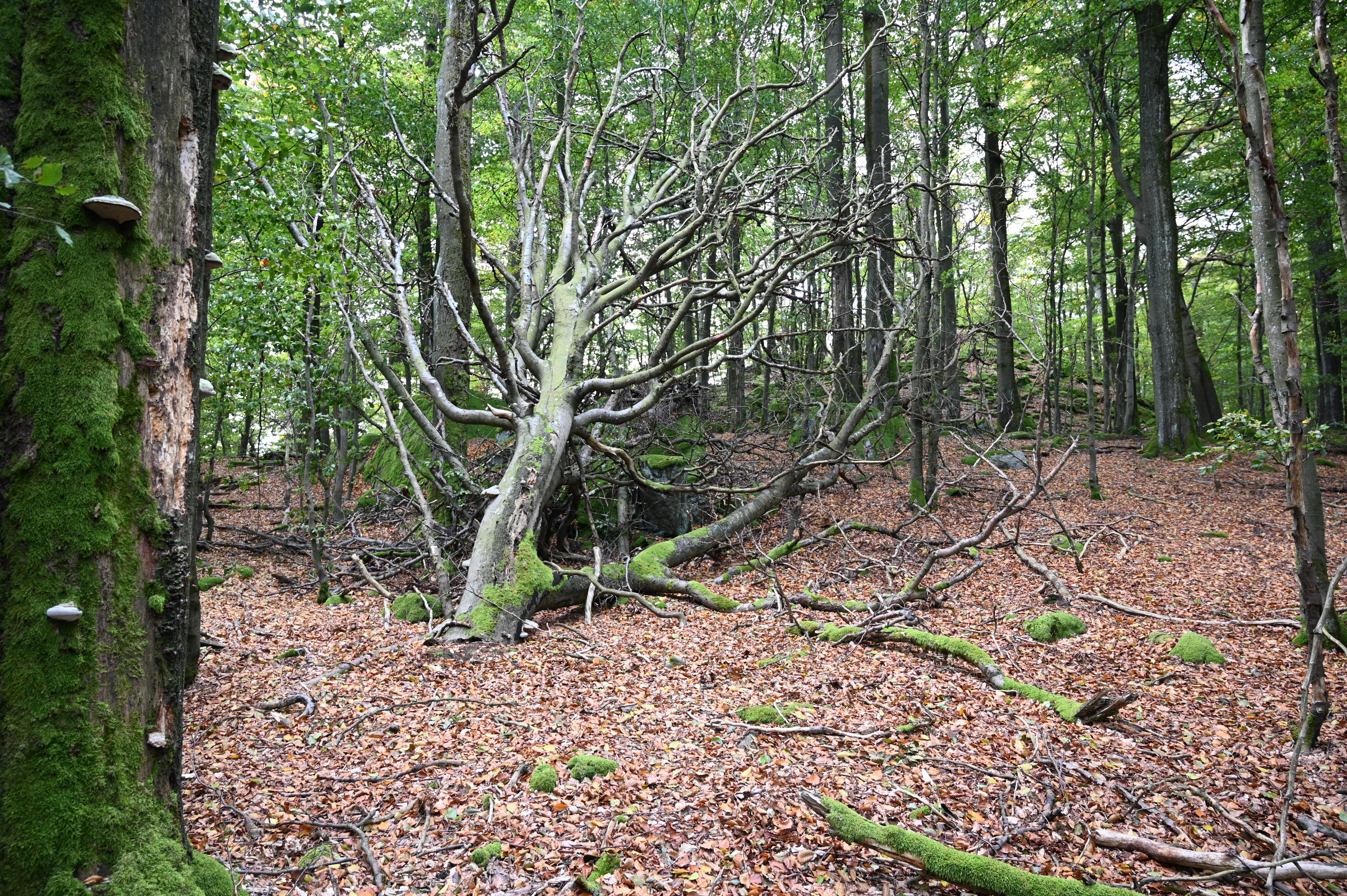
V rámci bezzásahového managementu není odstraňováno mrtvé dřevo
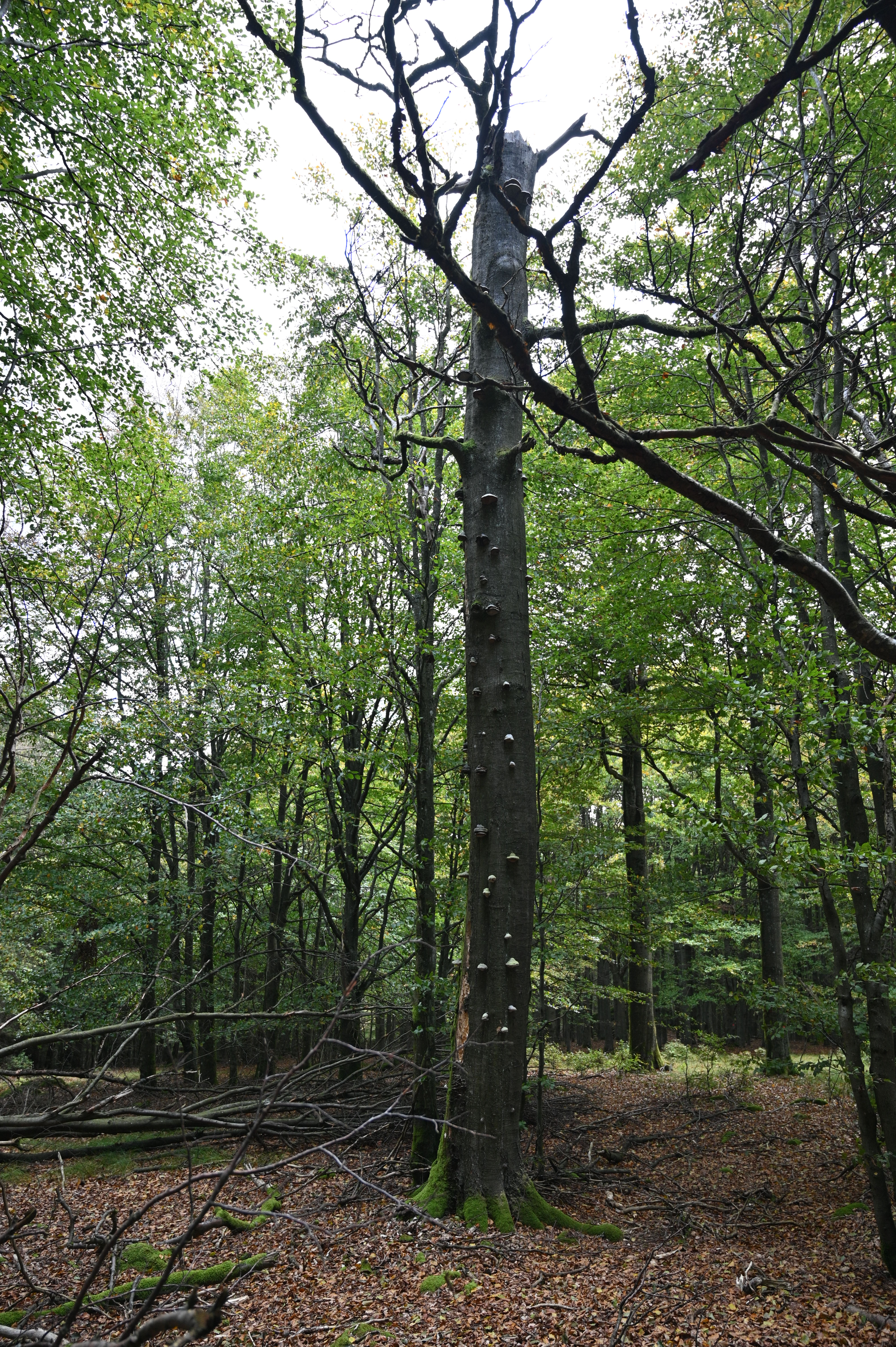
Troudnatec kopytovitý na kmeni odumřelého stromu
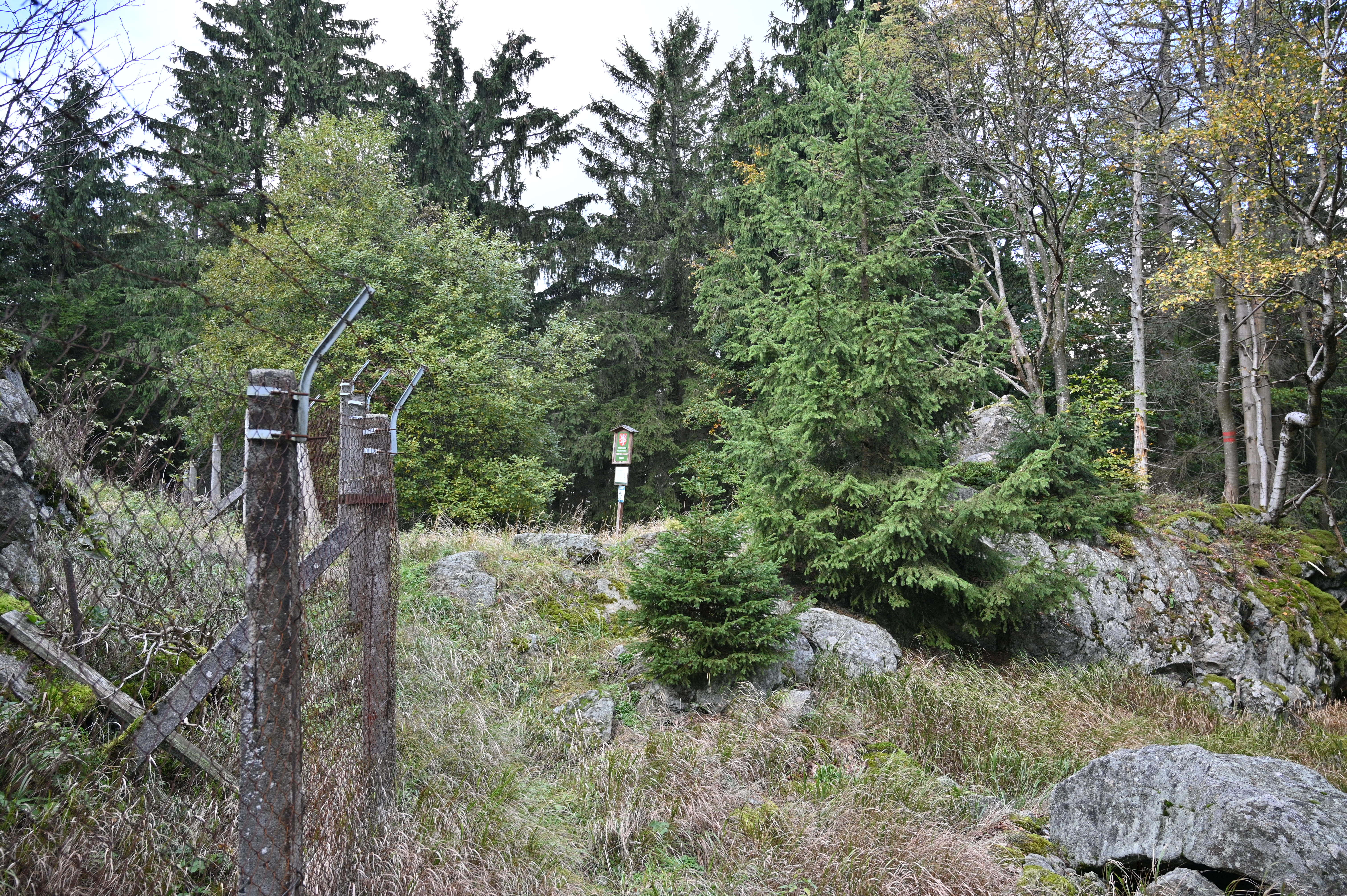
Oplocení vojenského objektu na západním okraji rezervace
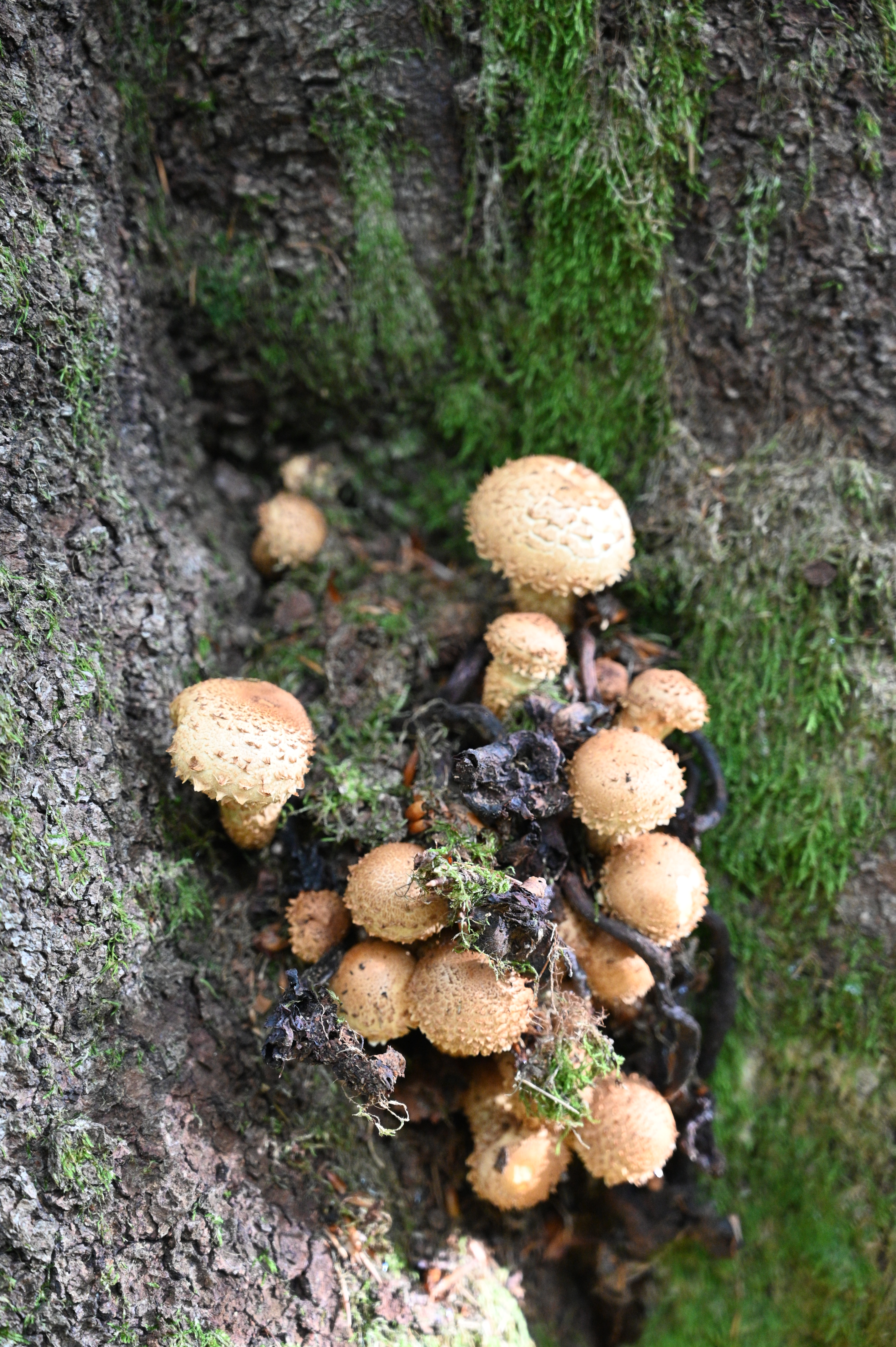
Na buk lesní i ostatní stromy je vázáno mnoho lignikolních hub
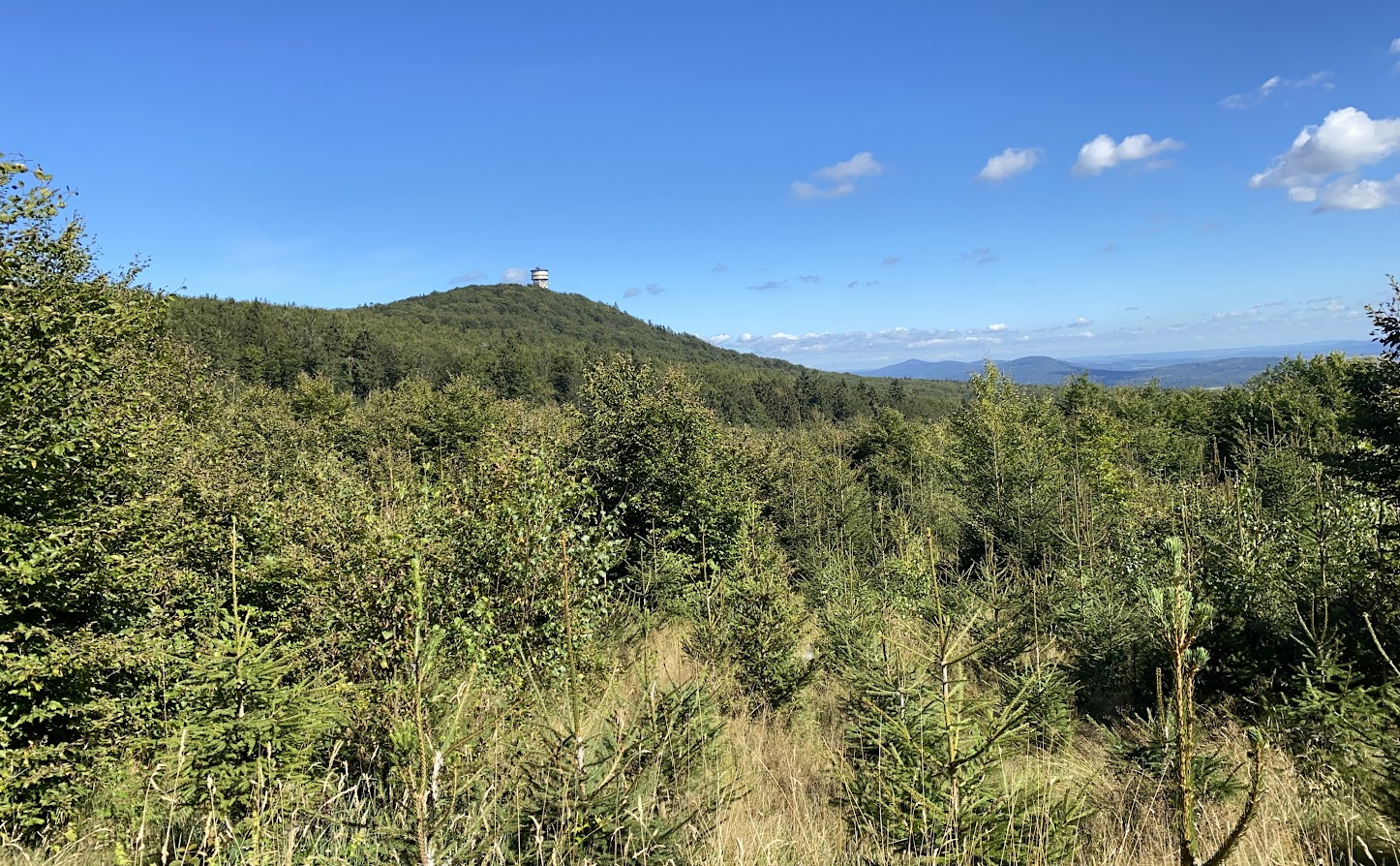
Velký Zvon